# Nicolás Perez Costa

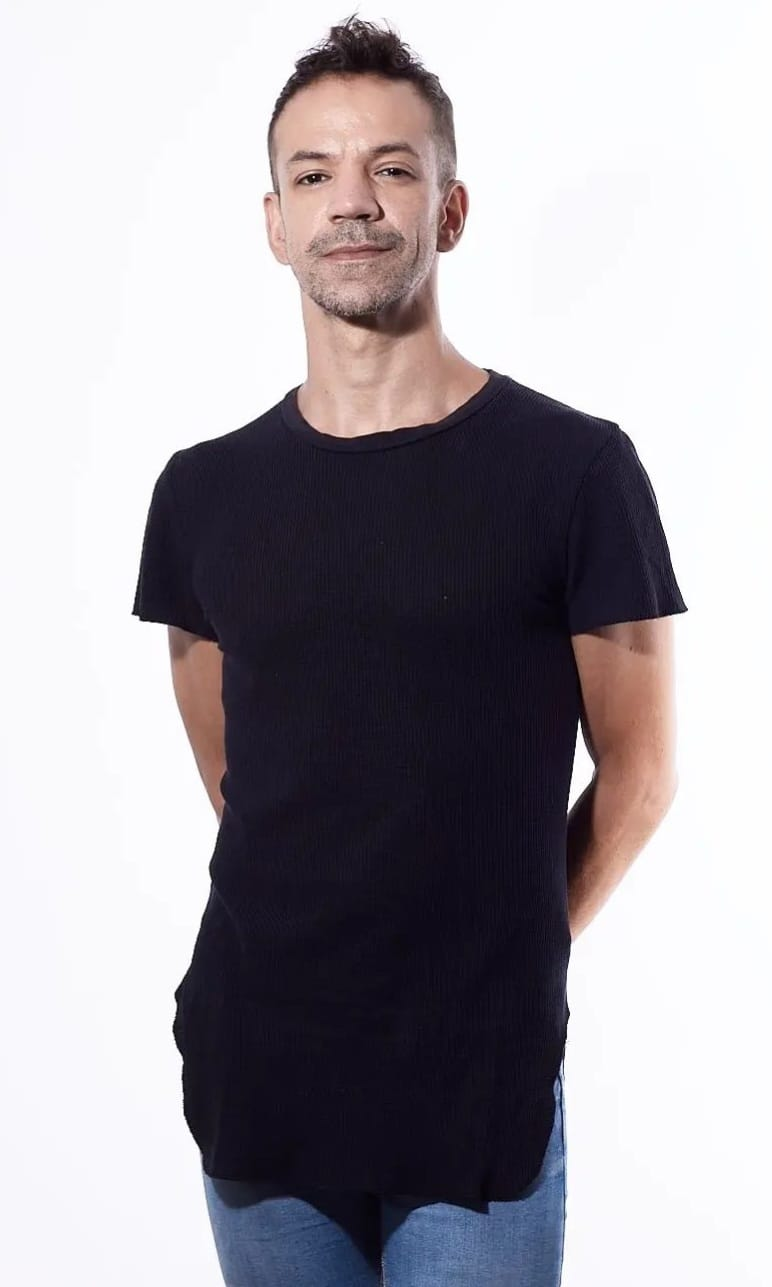

Nicolás Perez Costa (Buenos Aires, 1984) es un dramaturgo, coreógrafo, actor y director argentino. Ha estado ejerciendo la docencia en varios grupos de teatro, desde 1998, entre los que se destacan institutos como "Estudio 24" e "IFA", y la Escuela de Comedia Musical de Pepe Cibrián Campoy, de quien fue, además, asistente de dirección y coreografía en varios eventos y obras musicales. También ha sido nominado y galardonado en varias ocasiones a premios teatrales del escenario local argentino y ha participado en más de 60 producciones teatrales hasta la fecha.

## Carrera profesional
Comenzó su carrera a los quince años de la mano de Pepe Cibrián Campoy en el espectáculo "Homenaje" con producción de Alejandro Romay. Dedicó su trabajo a la investigación anclado en la autogestión con paréntesis eventuales que le permitieron dirigir a grandes figuras argentinas como Norma Pons, Héctor Gióvine, Rita Terranova, Ana Acosta y Alejandro Paker.
Como actor también trabajó bajo la dirección de Alicia Zanca, Pepe Cibrian Campoy y Matías Puriccelli, y compartió elenco con Georgina Barbarossa, Julia Calvo, Marcelo Mazzarello, Luisana Lopilato, entre muchos otros.
Fue nominado como actor, director, coreógrafo e iluminador en distintas oportunidades a los premios Trinidad Guevara, Estrella de Mar, Florencio Sánchez y Hugo.
Algunas de las obras que montó o representó fueron Los Grimm, Sherlock, el misterio del guante rojo, SADE, una velada incómoda; La pulga en la oreja, El jardín de los cerezos, La Gaviota, Noche de reyes; Romeo y Julieta; Calígula; entre otras, que suman más de sesenta obras en veinte años de profesión.

## Obras
| Año  | Obra                                  | Rol / Personaje                                                                          | Libro                                  | Dirección           |
| ---- | ------------------------------------- | ---------------------------------------------------------------------------------------- | -------------------------------------- | ------------------- |
| 2021 | Elizabeth I                           | Actor - Dirección general - Puesta de Luces                                              | Nicolás Perez Costa                    | Nicolás Perez Costa |
| 2021 | Casa Matriz                           | Dirección general - Puesta de luces                                                      | Diana Raznovich                        | Nicolás Perez Costa |
| 2020 | CONTACTO (Microvirtual)               | Actor - Diseño de luces - Dirección general                                              | Nicolás Perez Costa                    | Nicolás Perez Costa |
| 2019 | Llorar Por No Matar                   | Actor (Oficial) - Dirección general                                                      | Nicolás Perez Costa                    | Nicolás Perez Costa |
| 2019 | Noche de Reyes                        | Dirección general - Diseño de luces                                                      | Adaptación: Nicolás Perez Costa        | Nicolás Perez Costa |
| 2019 | Juana, La Loca                        | Actor (Juana de Castilla) - Diseño de luces                                              | Pepe Cibrián Campoy                    | Pepe Cibrián Campoy |
| 2019 | La Lechuga                            | Diseño de luces                                                                          | Adaptación: Juan Paya                  | Nicolás Scarpino    |
| 2018 | Romeo y Julieta                       | Director general - Diseño de luces                                                       | Adaptación: Nicolás Perez Costa        | Nicolás Perez Costa |
| 2018 | La Gaviota                            | Actor (Treplev) - Dirección general                                                      | Adaptación: Nicolás Perez Costa        | Nicolás Perez Costa |
| 2017 | ¿A quién le importa Gracy Sanders?    | Actor (Gracy Sanders) - Vestuarista - Diseño de luces - Coreógrafo - Coordinador general | Pepe Cibrián Campoy                    | Pepe Cibrián Campoy |
| 2017 | SADICA, ¿Quién rompe el silencio?     | Actor (Sade) - Coreógrafo - Dirección general                                            | Nicolás Perez Costa                    | Nicolás Perez Costa |
| 2017 | Desprincesada                         | Coreógrafo invitado                                                                      | Gastón Colman                          | Luján Zalazar       |
| 2017 | Noche de Reyes                        | Dirección general - Diseño de luces                                                      | Adaptación: Nicolás Perez Costa        | Nicolás Perez Costa |
| 2017 | 8433 Oscar Wilde                      | Actor (Oscar Wilde) - Diseño de luces - Dirección general                                | Nicolás Perez Costa                    | Nicolás Perez Costa |
| 2016 | La Previa                             | Diseño de luces - Dirección general                                                      | Nicolás Perez Costa                    | Nicolás Perez Costa |
| 2016 | SADE, Una velada incómoda             | Actor (Sade)                                                                             | Nicolás Perez Costa y Matías Puricelli | Matías Puricelli    |
| 2016 | Aquí no podemos hacerlo               | Actor (Rodolfo) - Coreógrafo - Dirección general                                         | Pepe Cibrián Campoy                    | Nicolás Perez Costa |
| 2016 | La Gaviota                            | Dirección general                                                                        | Adaptación: Nicolás Perez Costa        | Nicolás Perez Costa |
| 2015 | La lágrima en su garganta             | Coreógrafo - Dirección general                                                           | Graciela Fernández Alonso              | Nicolás Perez Costa |
| 2014 | Lifting                               | Coordinador de montaje - Dirección general                                               | Adaptación: Pepe Cibrián Campoy        | Nicolás Perez Costa |
| 2014 | La máscara de hierro                  | Actor - Diseño de luces - Coreógrafo - Dirección general                                 | Nicolás Perez Costa                    | Nicolás Perez Costa |
| 2014 | L14, un musical distinto              | Diseño de vestuario - Coreógrafo - Dirección general                                     | Nicolás Perez Costa                    | Nicolás Perez Costa |
| 2013 | El jardín de los cerezos              | Dirección general                                                                        | Adaptación: Nicolás Perez Costa        | Nicolás Perez Costa |
| 2013 | Burlesque al Cubo                     | Diseñor de vestuario - Coreógrafo - Dirección general                                    | Nicolás Perez Costa                    | Nicolás Perez Costa |
| 2012 | La Puta Enamorada                     | Actor (Velázquez) - Dirección general                                                    | Chema Cardeña                          | Nicolás Perez Costa |
| 2012 | Pájaro Negro                          | Actor (René) - Dirección general                                                         | Nicolás Perez Costa                    | Nicolás Perez Costa |
| 2011 | La casa de Bernarda Alba              | Puesta en escena - Asistente de dirección                                                | Federico García Lorca                  | Alicia Zanca        |
| 2011 | La pulga en la oreja                  | Actor                                                                                    | George Feydeu                          | Alicia Zanca        |
| 2011 | Los pequeños burgueses                | Puesta en escena                                                                         | Máximo Gorki                           | Alicia Zanca        |
| 2010 | La importancia de llamarse Ernesto    | Puesta en escena                                                                         | Adaptación: Ximena Faralla             | Alicia Zanca        |
| 2010 | Juicio a lo Natural                   | Actor                                                                                    | Nicolás Perez Costa                    | Nicolás Perez Costa |
| 2010 | Desde la lona                         | Puesta en escena                                                                         | Mauricio Kartun                        | Alicia Zanca        |
| 2010 | Desilusiones... de putas y payasos    | Actor (Presentador) - Coreógrafo - Dirección general                                     | Nicolás Perez Costa                    | Nicolás Perez Costa |
| 2010 | Babilonia                             | Puesta en escena                                                                         | Armando Discépolo                      | Alicia Zanca        |
| 2009 | Las déspotas                          | Coreógrafo - Dirección general                                                           | Nicolás Perez Costa                    | Nicolás Perez Costa |
| 2009 | La gaviota                            | Productor ejecutivo                                                                      | Antón Chéjov                           | Alicia Zanca        |
| 2009 | La casita de los viejos               | Puesta en escena                                                                         | Mauricio Kartún                        | Alicia Zanca        |
| 2009 | ¡Socorro! Malcriados                  | Diseño de luces - Puesta en escena - Coreografía                                         | -                                      | Pablo Drigo         |
| 2009 | El jardín de los cerezos              | Diseñador de espacio - Coreógrafo                                                        | Antón Chéjov                           | Alicia Zanca        |
| 2009 | Prueba de amor                        | Diseñador de espacio - Asistente de dirección                                            | Roberto Arlt                           | Alicia Zanca        |
| 2008 | Olivo                                 | Asistente artístico                                                                      | Monina Bonelli                         | Monina Bonelli      |
| 2007 | Angel (Musical Queer)                 | Productor ejecutivo - Coreógrafo - Dirección general                                     | Rodrigo Cervantes Ramírez              | Nicolás Perez Costa |
| 2007 | Un hombre llamado Casanova            | Coreógrafo - Dirección general                                                           | Nicolás Perez Costa                    | Nicolás Perez Costa |
| 2006 | Why me? ¿Por qué yo?                  | Diseño de luces - Dirección general                                                      | Viri Palomares                         | Nicolás Perez Costa |
| 2006 | LVR, un musical pop                   | Diseño de luces - Dirección general                                                      | Nicolás Perez Costa                    | Nicolás Perez Costa |
| 2004 | Más allá del tiempo                   | Director de arte escénico                                                                | Matías Puricelli                       | Matías Puricelli    |
| 2004 | Des-ilusiones... una metáfora musical | Diseñador de luces - Dirección general                                                   | Nicolás Perez Costa                    | Nicolás Perez Costa |
| 2001 | Divas                                 | Dirección general                                                                        | Nicolás Perez Costa                    | Nicolás Perez Costa |